# A Katy or a Gaga
 "A Katy or a Gaga" là tập 4, phần thứ năm của loạt phim truyền hình âm nhạc Mỹ Glee, tập 90 tính từ phần 1. Nó được viết bởi nhà sản xuất điều hành Russel Friend & Garrett Lerner, được chỉ đạo bởi đồng sáng lập Ian Brennan. Nó được phát sóng trên kênh Fox ở Hoa Kỳ vào ngày 7 tháng 11 năm 2013. Tập phim có các bài hát của Katy Perry và Lady Gaga, sự ra mắt của ngôi sao khách mời Adam Lambert trong vai Elliott "Starchild" Gilbert, và sự trở lại của ngôi sao khách mời đặc biệt Demi Lovato trong vai Dani, bạn gái của Santana (Naya Rivera).
Trong tập này, câu lạc bộ Glee được thử thách biểu diễn âm nhạc từ Katy Perry hoặc Lady Gaga, bất kỳ người biểu diễn nào họ có ít mối quan hệ nhất, để kéo dài ranh giới của họ. Kurt quyết định thành lập một ban nhạc, và chống lại ý tưởng rằng anh ta nên đưa Starchild vào đó sau một buổi thử giọng rất xuất sắc nhưng tuyệt vời.
Tập phim được xem bởi 4,01 triệu người xem và nhận được nhiều ý kiến trái chiều từ các nhà phê bình. 

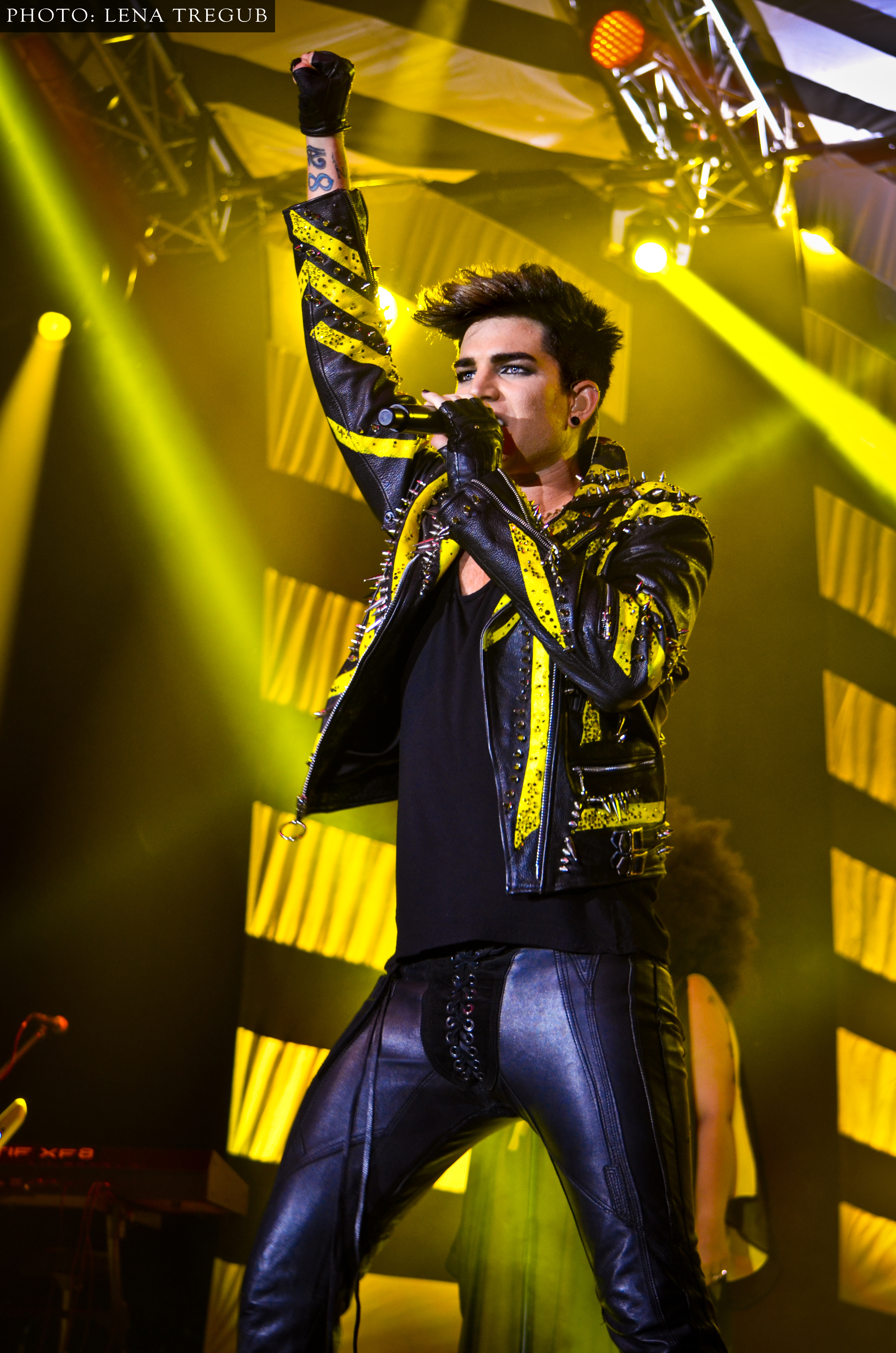
Tập này đánh dấu sự xuất hiện đầu tiên của Adam Lambert trong vai Elliott "Starchild" Gilbert

## Âm nhạc
Một vở nhạc mở rộng từ tập phim có tựa đề A Katy or a Gaga, đã bán được 8.000 lượt tải trong tuần đầu tiên phát hành. Nó đạt đỉnh ở vị trí 43 trên Billboard 200 vào ngày 23 tháng 11 năm 2013.